# رضا جانسون
رضا جانسون (فرانسوی: Réda Johnson‎؛ زادهٔ ۲۱ مارس ۱۹۸۸) بازیکن فوتبال اهل فرانسه است.
از باشگاه‌هایی که در آن بازی کرده‌است می‌توان به باشگاه فوتبال کاونتری سیتی، باشگاه فوتبال پلیموث آرگیل، باشگاه فوتبال ایستلی، باشگاه فوتبال آمیان، و باشگاه فوتبال شفیلد ونزدی اشاره کرد.
وی همچنین در تیم ملی فوتبال بنین بازی کرده‌است.